# Su la testa!
Su la testa! è stato un programma comico di intrattenimento e satira, andato in onda dal 4 ottobre al 6 dicembre 1992 in seconda serata su Rai 3.

## Format
Ideato da Gino e Michele e da Paolo Rossi con Marco Posani e Riccardo Piferi e diretto da Paolo Beldì, il programma è trasmesso da un teatro tenda a Baggio, quartiere periferico di Milano e si articola in 10 puntate monotematiche, definite puntate di solidarietà nei confronti di Milano ai tempi di Tangentopoli, dei giovani, dell'amore, degli ultimi che non hanno vergogna di perdere, del sesso e rock and roll, degli emarginati ed infine di chi verrà nel futuro dopo di loro.
Trascinata da Paolo Rossi e da Cochi Ponzoni, la trasmissione prevede la partecipazione di numerosi comici che hanno fatto la gavetta al locale Zelig di viale Monza a Milano, come Aldo, Giovanni e Giacomo, Antonio Albanese, Antonio Cornacchione, Maurizio Milani, Gianni Palladino, Bebo Storti, Lucia Vasini.
Molti comici qui presenti acquisiranno popolarità in programmi e spettacoli comico-satirici degli anni successivi come Cielito lindo sulla stessa Rai 3 nel 1993, Il Circo di Paolo Rossi nel 1995-1996, ma soprattutto con Mai dire Gol della Gialappa's Band nei primi anni novanta.
Alle musiche dal vivo la band "C'è quel che c'è" (Marco Bigi, Savino Cesario, Roberto Coppolecchia ed Emanuele Dell'Aquila), che ha accompagnato Paolo Rossi in tutti i suoi spettacoli per dieci anni.